# Jefferson Hurtado
Jefferson Javier Hurtado Orovio (n. Guayaquil, Ecuador; 2 de agosto de 1987) es un futbolista ecuatoriano. Juega de defensa y su actual equipo es Club Social y Deportivo Alianza de Segunda Categoría de Ecuador.

## Trayectoria
Fue uno de los tantos elementos juveniles del proyecto de Eduardo Maruri y Benito Floro denominado La Renovación.
El 24 de junio de 2009, después de que los médicos de Barcelona Sporting Club recibieran los resultados de la resonancia magnética practicada sobre Jefferson Hurtado, se confirmó la necesidad de intervenirlo quirúrgicamente para aplacar las molestias en la rodilla izquierda.
A la cual tuvo que ser intervenido quirúrgicamente por segunda ocasión el 12 de agosto de 2009, tras la frustrada operación a la cual fue sometido anteriormente.
Tras su experiencia en Argentinos Juniors, el zaguero Jefferson Hurtado volvió al país y tras varias reuniones, el jueves 21 de junio de 2012 pudo ser confirmado como el nuevo refuerzo de Sociedad Deportivo Quito para la segunda etapa del Campeonato Ecuatoriano.

## Clubes
| Club                    | País       | Año       |
| ----------------------- | ---------- | --------- |
| Barcelona S. C.         | Ecuador    | 2008-2011 |
| Argentinos Juniors      | Argentina  | 2011-2012 |
| Deportivo Quito         | Ecuador    | 2012      |
| El Nacional             | Ecuador    | 2013-2014 |
| Deportivo Azogues       | Ecuador    | 2015      |
| Norte América           | Ecuador    | 2015      |
| Aucas                   | Ecuador    | 2016      |
| Alajuelense             | Costa Rica | 2017      |
| Aucas                   | Ecuador    | 2017      |
| Toreros F. C.           | Ecuador    | 2018      |
| Liga de Loja            | Ecuador    | 2019      |
| Alianza del Guano       | Ecuador    | 2020-2021 |
| Deportivo Santo Domingo | Ecuador    | 2022-act. |